# نعوم دار
نعوم دار (بالعبرية: נועם דר؛ مواليد 28 يوليو 1993) هو مصارع محترف اسكتلندي ولد في إسرائيل، حاليًا موقع مع دبليو دبليو إي، ويصارع في المملكة المتحدة على العلامة التجارية إن إكس تي المملكة المتحدة. هو كذلك يتصارع من أجل المنظمة الاسكتلندية آي سيطرة دبليو، وهو بطل الوزن الثقيل العالمية في عهده الأول.
تنافس دار لأول مرة مع دبليو دبليو إي في 2016 كروزروايت كلاسيك. وقد عمل أيضًا في توتال تونستوب أكشن ريسلينغ (تي إن إيه) وسلسلة برتش بوت كامب، وبروغيس ريسلينغ، وبريستون سيتي ريسلينغ (بي سي دبليو)، وإنساين تشامبيونشيب ريسلينغ (إي سي دبليو)، ودراغون غايت المملكة المتحدة (دي جي يو كي)، وريفولوشن برو ريسلينغ (آر بي دبليو)، وويست سايد اكستريم ريسلينج (دبليو إكس دبليو)، وغلوبال فورس ريسلينغ، (جي إف دبليو)، ورينغ أوف هونر (آر أو إتش). دار هو بطل سابق مرتين في بطولة آي سي دبليو زيرو-جي كروزروايت سي دبليو سابقًا، من بين بطولات وإنجازات أخرى. دار هو أول مصارع إسرائيلي يؤدي في دبليو دبليو إي. عاد دار مؤخرًا إلى آي سي دبليو وحصل على بطولة العالم للوزن الثقيل لأول مرة في مسيرته.

## روابط خارجية
- قالب:WWE superstar